# خنفساء النمر أليفة الأحراج
خنفساء النمر أليفة الأحراج (الاسم العلمي:Cicindela silvicola) هي نوع من الحشرات تتبع جنس خنفساء النمر من فصيلة الخنافس الأرضية.